# جيف أستول
جيف أستول (بالإنجليزية: Jeff Astle)‏ (مواليد 13 مايو 1942) هو لاعب كرة قدم. يلعب مع منتخب إنجلترا لكرة القدم. سبق له أن لعب في كأس العالم لكرة القدم مع منتخب بلاده.

## روابط خارجية
- جيف أستول على موقع الاتحاد الدولي (مؤرشف)  (الإنجليزية)
- جيف أستول على موقع قاعدة بيانات كرة القدم.إي يو (الإنجليزية)
- جيف أستول على موقع ناشيونال فوتبول تيمز (الإنجليزية)
- جيف أستول على موقع عالم كرة القدم.نت (الإنجليزية)